# قرار مجلس الأمن التابع للأمم المتحدة رقم 782
قرار مجلس الأمن التابع للأمم المتحدة رقم 782، الذي تم تبنيه بالإجماع في 13 أكتوبر 1992، بعد الترحيب باتفاقات روما العامة للسلام الموقعة في 4 أكتوبر 1992، في روما بين جبهة تحرير موزمبيق (الحكومة) وأحزاب المقاومة الوطنية الموزمبيقية (المتمردين) في الحرب الأهلية الموزمبيقية، وافق المجلس تعيين ممثل خاص مؤقت ونشر ما يصل إلى 25 مراقباً عسكرياً في موزمبيق . وكان الممثل الخاص الإيطالي ألدو أجيلو.
كما رحب القرار بالاتفاق الذي عقده رئيس موزمبيق يواكيم شيسانو ورئيسالمقاومة الوطنية الموزمبيقية الذي قبل فيه الجانبان دور الأمم المتحدة في مراقبة وضمان اتفاقيات روما. ثم أعرب عن توقع المجلس لتقرير مستقبلي من قبل الأمين العام بشأن إنشاء عملية للأمم المتحدة في موزامبيق، والتي تم إنشاؤها رسميًا في القرار 797 .

## روابط خارجية
- نص القرار في undocs.org